# Имбрулья, Натали
На́тали Дже́йн Имбру́лья (англ. Natalie Jane Imbruglia; род. 4 февраля 1975) — австралийско-британская певица, автор песен и актриса.
Известность к ней пришла благодаря роли Бет Бреннан в австралийской мыльной опере «Соседи». Спустя три года после ухода из программы она начала певческую карьеру и добилась значительного успеха благодаря кавер-версии песни группы Ednaswap «Torn». Последовавший за этим альбом Left of the Middle (1997) разошёлся тиражом 7 миллионов копий по всему миру. Начиная с 1997 года было продано в общей сложности 10 миллионов копий её альбомов. Натали получила несколько наград, в том числе восемь премий ARIA, две награды BRIT Awards, одну премию Billboard Music Awards и три номинации на премию «Грэмми».
В дополнение к её певческой карьере, Имбрулия появилась в нескольких фильмах, в том числе «Агент Джонни Инглиш» 2003 года и австралийский независимый фильм «Закрыто на Зиму» (2009). Она также была лицом нескольких брендов, таких как L’Oreal, Gap и Kailis.

## Ранние годы
Натали Имбрулья родилась 4 февраля 1975 года в небольшом австралийском городке Бирклеуэил неподалёку от Сиднея в семье итальянского иммигранта Эллиота Имбрульи и австралийки англо-кельтского происхождения Максин Андерсон. Натали — вторая в семье, у неё есть старшая и две младших сестры. Самая младшая из девочек — Лаура — тоже певица. С детства Натали начала заниматься балетом. Профессионально занималась пением с 13 лет. Снималась в телевизионной рекламе, затем в популярном сериале «Соседи», в котором начинала карьеру Кайли Миноуг.
В 1994 году Имбрулья уехала в Лондон, где познакомилась с Филом Торнелли, известным по работе с The Cure, и функционером BMG Марком Фоксом. В Лондоне она записала демоверсию песни «Torn» и подписала контракт с лейблом RCA Records. Сингл вышел в 1997 году и стал международным хитом, достигнув в официальном британском чарте продаж второй позиции. Сингл разошёлся тиражом более миллиона экземпляров в Великобритании. Песня была названа британской газетой Daily Mirror синглом года, а сама Натали заняла второе место в номинации «лучший женский вокал года». В 1998 году получила премию MTV Video Music Awards в номинации «лучший новый исполнитель» и номинации на премию «Грэмми» в 1999 году. Вслед за синглом вышел дебютный альбом Left Of The Middle.
В 2002 году снялась в комедийном фильме режиссёра Питера Хауитта «Агент Джонни Инглиш». 23 апреля 2009 года выходит второй фильм c Натали — «Закрыто на Зиму».
В сентябре 2009 года певица объявила о выходе нового альбома Come To Life 2 октября 2009 года.
В 2015 году Натали была приглашена в Россию для выступлений в культурно-развлекательной части автогонки «Формулы-1» Гран-при России в Сочи.
В июле 2015 года выходит пятый альбом Male.

## Карьера

### Сингл «Torn» и альбомLeft of the Middle(1997—2000)
Первым синглом Натали, ставшим популярным во всем мире, стала песня «Torn» — кавер-версия американской рок-группы Ednaswap. Сингл мгновенно стал одним из хитов 90-х, добрался до 2-го места в британском чарте в ноябре 1997 года, и 14 недель продержался на первом месте в хит-параде журнала Billboard. В Великобритании было продано более миллиона экземпляров сингла. В 2010 году британский бой-бэнд One Direction, который добился успеха благодаря тому, что занял 3-е место в шоу The X Factor, сделали cover на песню Torn, тем самым покорив сердца многих подростков.
Релиз «Torn» состоялся также в США, но в продажу не поступил. В то время синглы, не выпущенные в продажу, не могли принимать участие в хит-параде Hot 100 (формируется на основе данных о продаже и выходах в эфир), поэтому долгое время «Torn» там не появлялся. Политика была изменена ближе к концу 1998 года (теперь и только звучащие в эфире песни могли принимать участие в рейтинге), в то время сингл «Torn» уже начал терять свои позиции в других чатах и смог появиться в Hot 100 только на 42 месте.
В октябре 1997 года сингл побил рекордные показатели пребывания в эфире в Великобритании (более 2000 выходов) в течение 6 недель подряд. В радиочарте Великобритании сингл продержался на первой позиции 14 недель. В США сингл был номером один на радио с марта по июль 1998 года. С первых позиций его сдвинул сингл «Iris» рок-группы The Goo Goo Dolls.
Дебютный альбом Имбрульи Left of the Middle вышел 8 декабря 1997 года. За три недели в Великобритании было продано 350 тысяч экземпляров альбома, и ему был присвоен статус платинового. Всего было продано 6 миллионов экземпляров. По данным журнала Billboard продажи альбома в первую неделю превысили суммарный показатель продаж дебютных альбомов таких поп-рок исполнительниц, как Аланис Мориссетт, Фиона Эппл и Мередит Брукс. Вторым синглом с альбома стала песня «Big Mistake», которая дебютировала на второй строчке. Затем последовала «Wishing I Was There», которая была менее успешна, чем два первых сингла, и достигла 19 позиции. Последним синглом с альбома стал «Smoke», отличавшийся от предыдущих синглов по звучанию. Он стал хитом в Великобритании и вошёл в топ-5.
В ноябре 1998 года альбом Left of the Middle был признан дважды платиновым.

### White Lilies Island(2001—2004)
Следующий альбом Натали, White Lilies Island, вышел в 2001 году. Он был назван в честь места, где располагался основной дом певицы, расположенный на берегу реки Темза в Виндзоре. Работа над альбомом, в котором Натали выступила в качестве соавтора каждого из треков, заняла три года. Первый сингл с альбома, «That Day», сильно отличался по стилистике от предыдущих работ певицы, но не смог попасть в топ-10 Великобритании. В США первым синглом с альбома стал трек «Wrong Impression», имевший небольшой успех. Он также вышел в Великобритании и пользовался большей популярностью, чем первый сингл. Последний сингл, «Beauty on the Fire», ожидал наименьший успех, он даже не смог попасть в топ-50 Австралии. Тем не менее, по всему миру было продано более 1 миллиона экземпляров альбома, но повторить успех дебютного он не смог.
Третий альбом Натали был готов к ноябрю 2003 года, но звукозаписывающая компания отказалась выпускать его, так как он был «слишком роковым». Позже ей предложили записать подобранные для неё песни со шведскими поп-продюсерами, но она отказалась. В начале 2004 года певица разорвала контракт со своей звукозаписывающей компанией. Через 4 месяца она подписала новый контракт с другим лейблом Brightside Recordings, который открыл бывший исполнительный директор Innocent Records Хью Голдсмит.

### Counting Down the Days(2005—2008)
В апреле 2005 года вышел третий студийный альбом под названием Counting Down the Days. Первый сингл «Shiver» имел огромный успех, он стал её наиболее ротируемым синглом в Великобритании со времен «Torn». Он возглавлял британские чарты несколько недель подряд и стал самой часто исполняемой песней 2005 года.
«Sanctuary» должен был стать вторым синглом с альбома. Промосинглы были разосланы радиостанциям. Позже решение было отменено в пользу трека «Counting Down the Days». Сингл вышел 25 июля, но он не имел такого большого успеха в чартах, как «Shiver». Тем не менее он смог возродить интерес к альбому и получил множество трансляций в эфире радиостанций Великобритании.
Имбрулья встала перед выбором: либо запустить третий сингл «Perfectly», либо отправиться в турне. Она решила в пользу небольшого тура по Европе, который состоялся в октябре-ноябре. Несмотря на то, что альбом больше не смог войти в британский топ-40, Имбрулья убедилась в том, что у неё очень много преданных поклонников: билеты на некоторые концерты, особенно те, которые проводились в Лондоне, были распроданы полностью.
Альбом попал в сотню наиболее успешных альбомов в 2005 году в Великобритании.
Имбрулья начала работу над четвёртым альбомом в конце 2005 года, но в 2007 планы изменились — звукозаписывающая компания решила выпустить сборник синглов, который был посвящён 10-летию певицы в музыкальной индустрии. Для поддержки альбома был выпущен сингл «Glorious», премьера которого состоялась на BBC Radio 1 на шоу Криса Мойлса.

### Come to Life(2009 — настоящее время)
Имбрулья разорвала отношения с лейблом Brightside Records с сохранением прав на треки. Четвёртый студийный альбом певицы и первый, выпущенный на собственном лейбле Malabar Records, вышел в 2009 году.
Альбом поступил в продажу 2 октября 2009 года в некоторых европейских странах, а 5 октября состоялся цифровой релиз в Великобритании (планировавшийся в мае 2010 года выход на физическом носителе был впоследствии отменен). Альбом Come to Life стал первым студийным альбомом австралийской певицы за четыре года. В работе над LP принимал участие фронтмен группы Coldplay Крис Мартин.
Альбом дебютировал лишь на 67 строчке австралийских чартов. Продажи в первую неделю после релиза составили всего 740 экземпляров. Следующая неделя не улучшила положение: Come to Life упал до 89 места: на этом пребывание в ARIA Charts закончилось.
Песня «Want» была издана 28 сентября 2009 года в качестве ведущего сингла с нового альбома австралийской певицы. Трек, который распространялся только посредством цифровой дистрибуции, достиг 6 места итальянского национального хит-парада. В Бельгии сингл достиг 27 позиции. В Австралии «Want» дебютировал на 31 строчке местных Airplay-чартов, достигнув, в итоге, 22 места, но провалился в чартах ARIA. В Греции сингл возглавил чарты продаж онлайн-магазина iTunes. В британском хит-параде композиция на неделю вошла в топ-100, добравшись до 88 позиции.
Композиция «Scars» изначально задумывалась в качестве второго сингла. Однако его релиз, запланированный на 26 апреля 2010 года, равно как и выход альбома Come to Life в Великобритании на физическом носителе, был отменен.

## Личная жизнь
В конце 1990-х годов Имбрулья встречалась с актёром Дэвидом Швиммером. 31 декабря 2003 года, после трёх лет отношений, она вышла замуж за музыканта Дэниела Джонса. В январе 2008 года Имбрулья и Джонс объявили о расставании.
24 июля 2019 года Имбрулья объявила, что ожидает рождения своего первенца, зачатого при помощи ЭКО и донора спермы. 9 октября 2019 года стало известно, что у неё родился сын Макс Валентин Имбрулья.
18 февраля 2013 года Имбрулья стала натурализованной гражданкой Великобритании.

## Дискография

### Альбомы
- Left of the Middle (1997)
- White Lilies Island (2001)
- Counting Down the Days (2005)
- Glorious: The Singles 1997-2007 (2007)
- Come to Life (2009)
- Male (2015)
- Firebird (2021)

### Синглы
- Torn (1997)
- Big Mistake (1998)
- Wishing I Was There (1998)
- Smoke (1998)
- Identify (1998)
- That Day (2001)
- Wrong Impression (2002)
- Beauty On The Fire (2002)
- Shiver (2005)
- Counting Down The Days (2005)
- Glorious (2007)
- Want (2009)
- Instant Crush (2015)